# .gr
.gr là tên miền quốc gia cấp cao nhất (ccTLD) của Hy Lạp. Việc đăng ký được thực hiện thông qua các cơ quan ủy quyền và các ký tự Hy Lạp trong tên miền cũng có thể đăng ký.